# Parafia Wszystkich Świętych w Rudawie
Parafia Wszystkich Świętych w Rudawie – rzymskokatolicka parafia znajdująca się w archidiecezji krakowskiej, w dekanacie Krzeszowice, w Polsce.